# Le Monstre (film, 1903)
Pour les articles homonymes, voir Le Monstre.
Pour plus de détails, voir Fiche technique et Distribution.
Le Monstre est un film réalisé par Georges Méliès, sorti en 1903.

## Argument
Dans l'ancienne Égypte, un prince offre une fortune à un magicien pour faire revenir à la vie sa défunte épouse.